# Hoplatessara clavigera
Hoplatessara clavigera är en mångfotingart som beskrevs av Karl Wilhelm Verhoeff 1938. Hoplatessara clavigera ingår i släktet Hoplatessara och familjen orangeridubbelfotingar. Inga underarter finns listade i Catalogue of Life.